# بعثة الأمم المتحدة في ليبيريا
بعثة الأمم المتحدة في ليبيريا (UNMIL) هي بعثة لحفظ السلام تأسست في سبتمبر 2003 لمراقبة اتفاق وقف إطلاق النار في ليبيريا حلت محل بعثة مراقبي الأمم المتحدة في ليبريا
بعد استقالة الرئيس تشارلز تيلور وانتهاء الحرب الأهلية الليبيرية الثانية حيث كانت تتألف في ذروتها من 15000 من الأفراد العسكريين التابعين للأمم المتحدة و1115 من ضباط الشرطة، إلى جانب عنصر مدني. انسحبت البعثة رسميًا في 30 مارس 2018.
اعتبارًا من يوليو 2016، ظل 1240 عسكريًا تابعًا للأمم المتحدة و 606 من أفراد الشرطة على الساحة موجودين في حالة الطوارئ فقط.